# 柯林·羅伯茲 (外交官)
柯林·羅伯茲CVO（1959年7月31日—）是英国外交官，曾任福克兰群岛总督兼南乔治亚和南桑威奇群岛专员。

## 經歷
羅伯茲曾就讀温彻斯特公学、科陶德藝術學院、剑桥大学国王学院。羅伯茲在2004年—2008年任英國駐立陶宛大使，2008年—2012年任英屬印度洋領地專員兼英屬南極領地專員，2012年—2014年任外交及國協事務部東歐及中亞局局長。羅伯茲還曾在日本與法國擔任外交職務。
2010年4月，羅伯茲依照文禮彬指示在查戈斯群岛建立查哥斯海洋保護區。該決定在英国议会休會期間宣布，因而存在爭議。
2012年12月，外交及國協事務部宣布羅伯茲將於2014年4月就任福克兰群岛总督兼南乔治亚和南桑威奇群岛专员。阿根廷聲索英國治下福克蘭群島（馬爾維納斯群島）的主權，其駐英国大使阿莉西亞·卡斯楚批評任命羅伯茲的舉動為「挑釁」，稱其「非鼓勵國家間對話之人」。
2017年6月，外交及國協事務部宣布奈傑爾·菲利普斯將於9月接替羅伯茲擔任總督兼專員。